# Jeff Bridges

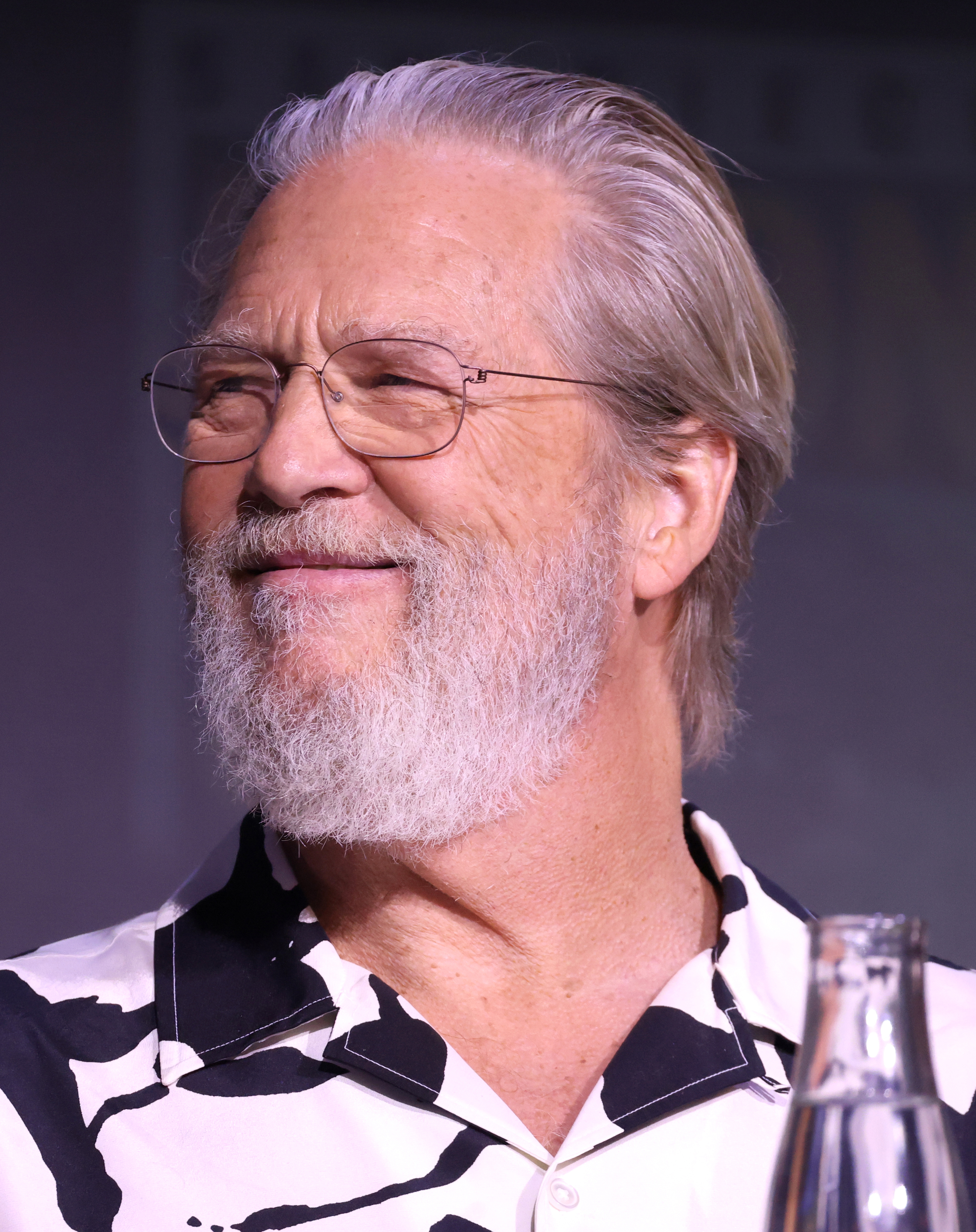
Jeff Bridges (2025)

Jeffrey Leon „Jeff“ Bridges (* 4. Dezember 1949 in Los Angeles) ist ein US-amerikanischer Schauspieler, Filmproduzent und Musiker.
Seit seinem Durchbruch mit Die letzte Vorstellung war Bridges in über 50 namhaften Hollywood-Produktionen zu sehen, darunter Starman, Fearless, Iron Man, Tron und The Big Lebowski. Für seine Rolle in Crazy Heart erhielt er 2010 den Oscar als Bester Hauptdarsteller.

## Filmkarriere

### Jugend und schauspielerische Anfänge
Jeff Bridges wurde am 4. Dezember 1949 als Jeffrey Leon Bridges in Los Angeles geboren. Er ist der jüngere Bruder von Beau Bridges und somit der zweite Sohn des vor allem durch sein komödiantisches Spätwerk heute noch bekannten Schauspielers Lloyd Bridges und dessen Frau Dorothy Bridges (geborene Simpson), die ebenfalls Schauspielerin war und Dichterin, und wuchs in Holmby Hills, im nahen Umfeld der Hollywood-Filmindustrie auf. Es gibt noch eine Schwester namens Lucinda (Cindy). Gegenüber der Los Angeles Times äußerte Jeff Bridges nach Dorothys Tod, sie habe mit den Kindern täglich „pretend“ (zu Deutsch etwa: tu so, als ob) gespielt, ein koordiniertes Spiel, das ihnen die Grundzüge der Schauspielerei vermittelte. Dorothy und auch Lloyd Bridges hatten gemeinsam mit Michael Tschechow das Schauspiel erlernt und gaben einiges von dessen Schauspieltechnik an die Kinder weiter.
1950 spielten der zum Drehtermin vier Monate alte Jeff und sein Bruder Beau Bridges an der Seite ihrer Mutter in dem Film The Company She Keeps (deutscher Titel Auf Bewährung freigelassen). Gegen Ende des Jahrzehnts traten die Brüder in einigen Folgen der Fernsehserie Abenteuer unter Wasser (Sea Hunt) auf, in der ihr Vater die Hauptrolle spielte. 1963 begleitete Jeff diesen auch auf einer Theatertournee durch Neuengland, während der beide im Bühnenstück Anniversary Waltz spielten. Er leistete seinen Militärdienst bei der Küstenwache und begann dann eine Schauspielausbildung in den Studios von Herbert Berghof und Uta Hagen in New York.
Im Weihnachtsfilm In einer Nacht wie dieser (Silent Night, Lonely Night) verkörperte Jeff Bridges 1969 in einer Rückblende die jüngere Version der Rolle seines Vaters. Er beschrieb sich und seinen Erfolg später nicht ganz zu Unrecht als das „Ergebnis von Vetternwirtschaft“. Mit dem Studentendrama Halls of Anger bekam Bridges im Jahr 1970 seine erste größere Rolle. Wenn auch die Bewertung des Films durchwachsen ausfiel, lobten sowohl zeitgenössische als auch spätere Kritiker die Leistung Bridges’ und die Authentizität seiner Charakterdarstellung. Sein nachfolgendes Engagement in The Yin and Yang of Mr. Go fand wenig Beachtung.

### Die letzte Vorstellungund die ersten Oscarnominierungen
Der Durchbruch gelang Bridges 1971 mit Die letzte Vorstellung (The Last Picture Show). Unter der Regie von Peter Bogdanovich wurde der Coming-of-Age-Film, der nach einer literarischen Vorlage von Larry McMurtry entstand, zu einem der wichtigsten Werke der New-Hollywood-Bewegung und nahm großen Einfluss auf die amerikanische Filmgeschichte. Die Leistung von Cast und Crew wurde bei der Oscarverleihung 1972 mit acht Nominierungen belohnt, darunter jeweils zwei in den Kategorien Bester Nebendarsteller und Beste Nebendarstellerin. Beide wurden gewonnen, bei der Vergabe der Preise für die Regie, das Drehbuch und den besten Film musste sich Die letzte Vorstellung allerdings William Friedkins Brennpunkt Brooklyn unterordnen. Auch wenn der Oscar für den besten Nebendarsteller an den älteren Ben Johnson ging, zählt der damals 22-jährige Bridges bis heute zu den zehn jüngsten Nominierten in dieser Kategorie. Der von Bridges verkörperte Duane Jackson gab den Rollentyp vor, auf den der Schauspieler im Folgenden mit Vorliebe besetzt wurde: gewöhnliche amerikanische, aber unberechenbare Figuren mit gelegentlich schurkenhaften Zügen.
Im Laufe der 1970er Jahre spielte Bridges unter anderem einen Youngster-Boxer in Fat City (1972), einen Betrüger in In schlechter Gesellschaft (Bad Company, 1972), einen Rennfahrer in Der letzte Held Amerikas (The Last American Hero, 1973) und einen anarchistischen Teenager in The Iceman Cometh (1973). Erst während der Dreharbeiten zu Letzterem beschloss er, seine Karriere ganz auf die Schauspielerei auszurichten. Als Clint Eastwoods Bankräuber-Kumpan in Die Letzten beißen die Hunde (Thunderbolt and Lightfoot, 1974) kam Bridges unter der Regie von Michael Cimino zu seiner zweiten Oscarnominierung als Bester Nebendarsteller – diesmal unterlag er Robert De Niro, der die Auszeichnung für Der Pate – Teil II erhielt.
1976 spielte Bridges die Hauptrolle im erfolgreichen Remake von King Kong, das für die Newcomerin Jessica Lange zum gelungenen Debüt und dem Ausgangspunkt einer Karriere mit bislang zwei Oscars und vier Golden Globe Awards wurde. Die für Bridges vorgesehene Rolle in Die durch die Hölle gehen (The Deer Hunter, 1978) bekam Christopher Walken, sodass Bridges erst 1980 in Heaven’s Gate zum zweiten Mal mit Michael Cimino zusammenarbeitete – er spielte hier seinen eigenen Vorfahren John L. Bridges. Die über fünf Stunden lange Urfassung des Spätwesterns trat eine Welle vernichtender Kritiken los und versetzte der Karriere des nach Die letzten beißen die Hunde und Die durch die Hölle gehen hoch gehandelten Cimino einen Dämpfer. Spätere Schnittfassungen erhielten weitaus positivere Bewertungen, konnten den kommerziellen Misserfolg des Films aber nicht verhindern. Heaven’s Gate war in den Folgemonaten sowohl für einen Oscar (Bestes Szenenbild), als auch für mehrere Goldene Himbeeren nominiert.

### „The Underappreciated Actor“
Der Thriller Cutter’s Way – Keine Gnade aus dem Jahr 1981 wird von Kritikern oft als Meisterstück, gelegentlich auch als Bridges bester Film bezeichnet. Im Jahr 1982 übernahm der Schauspieler die Hauptrolle des Kevin Flynn im Science-Fiction-Kultfilm Tron, einem der ersten Spielfilme mit längeren computergenerierten Sequenzen. Fast dreißig Jahre später schlüpfte Bridges für die Fortsetzung Tron: Legacy erneut in die Rolle des Programmierers Flynn. In Gegen jede Chance (Against All Odds, 1984) traf Bridges auf Jane Greer, die ihn im Alter von wenigen Monaten bei seinem ersten „Auftritt“ gehalten hatte. Greer hatte ebenfalls in der Vorlage Goldenes Gift (Out of the Past, 1947) mitgespielt.
Nach seiner dritten nicht von Erfolg gekrönten Oscar-Nominierung – nun erstmals als Bester Hauptdarsteller für die Verkörperung eines Außerirdischen im Film Starman von John Carpenter, zog er gegen F. Murray Abraham den Kürzeren – bewies Bridges in Die fabelhaften Baker Boys (The Fabulous Baker Boys, 1989) an der Seite von Michelle Pfeiffer und seinem Bruder Beau musikalisches Talent. Bridges bezeichnete den Film später als eines seiner liebsten Werke. Im Folgejahr wirkte er an Peter Bogdanovichs Texasville mit. Diese Fortsetzung von Die letzte Vorstellung erregte allerdings weit weniger Aufmerksamkeit als der Originalfilm von 1971. Für König der Fischer (The Fisher King, 1991) nominierte man Bridges nach Starman zum zweiten Mal für einen Golden Globe Award. Er ging leer aus, gewann aber im Jahr darauf den Independent Spirit Award für die Vater-Sohn-Geschichte American Heart – Die zweite Chance.
Obwohl seine zurückhaltenden, charmanten Darbietungen stets als herausragend beurteilt wurden, erreichte er bis in die 1990er Jahre hinein nie jenen Publikumserfolg, den andere Männer seiner Generation, wie Dustin Hoffman oder Robert De Niro, genossen. Dieser Eindruck entstand dadurch, dass Bridges nie eine Rolle spielte, mit der er nachhaltig identifiziert wurde. Er war sich stets der Gefahr des Typecastings, der Festlegung auf eine bestimmte Rolle bewusst, da Lloyd Bridges nach seiner Zeit in der Serie Abenteuer unter Wasser damit zu kämpfen hatte. „As far as the lack of hits goes, I think perhaps it’s because I’ve played a lot of different roles and have not created a persona that the public can latch on to. I have played everything from psychopathic killers to romantic leading men, and in picking such diverse roles I have avoided typecasting.“ („Ich denke, das Fehlen von großen Erfolgen ist darauf zurückzuführen, dass ich eine Menge unterschiedlicher Rollen gespielt habe und nie eine schuf, an der die Öffentlichkeit mich festmachen konnte. Ich habe alles gespielt, vom psychopathischen Mördern bis zu romantischen Hauptfiguren und durch das Auswählen solch ungleicher Rollen das Typecasting vermieden.“).
In ihrer Kritik zu American Heart bedachte Janet Maslin von der New York Times Bridges 1992 mit dem Titel „the most underappreciated great actor of his generation“ („Der am meisten unterschätzte große Schauspieler seiner Generation“). Diese Bezeichnung entwickelte sich zu einer Art Klischee, die seither in diversen Kritiken zu Jeff Bridges und seinen Filmen aufgegriffen wurde. Bridges entgegnete scherzhaft in verschiedenen Interviews, er fühle sich nicht wenig geschätzt, vielmehr versuche er Arbeit zu vermeiden, wo immer es möglich sei. Er lasse sich vorzugsweise auf Low-Budget-Filme besetzen, da ihm die Drehbücher häufig besser gefielen („I’m not against doing a bigger-budget movie. But I find that most of the good scripts are from smaller films.“).

### Der Dude und der späte Oscar

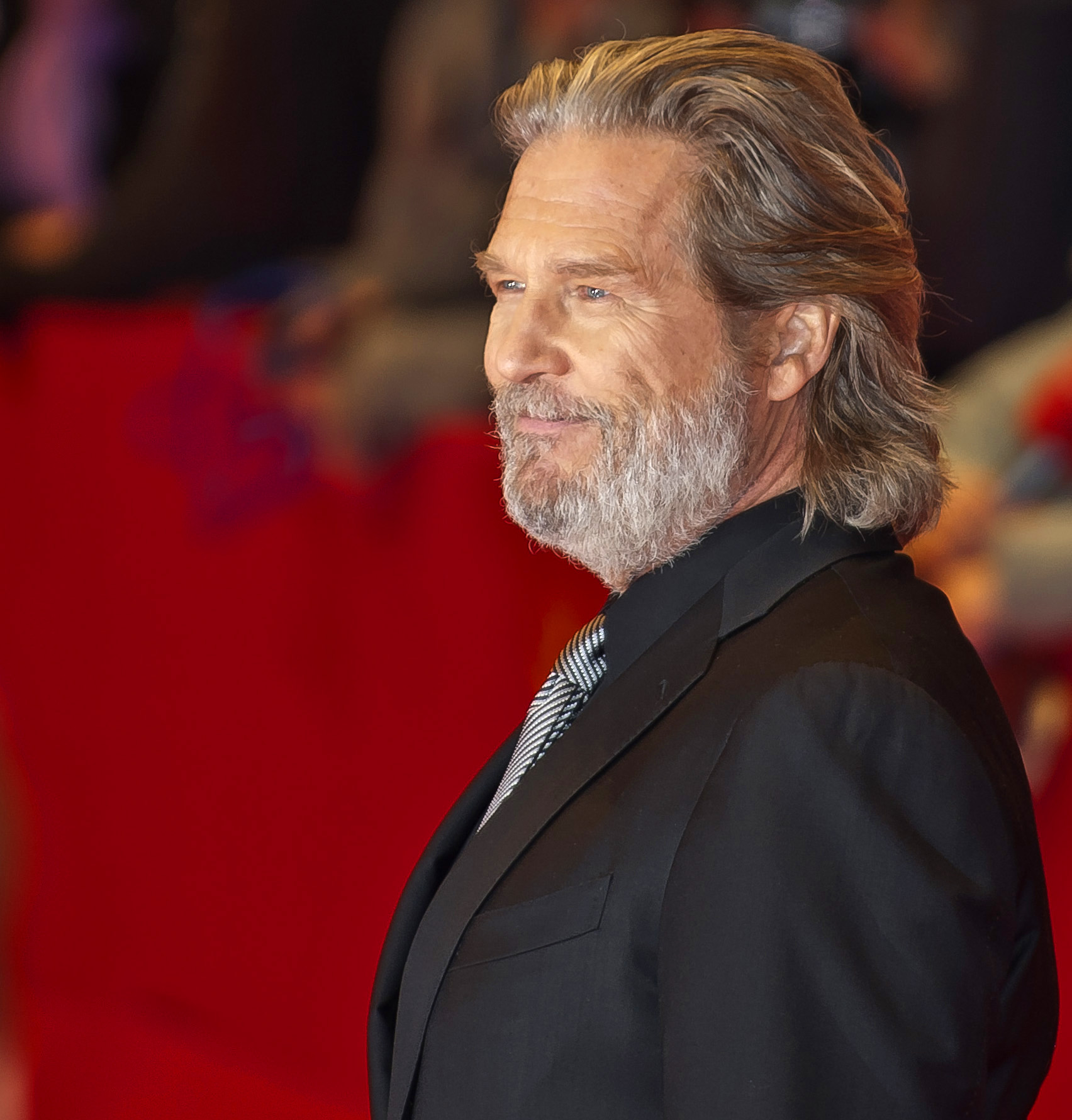
Bridges bei der Premiere seines Films True Grit auf der Berlinale 2011

Im gleichen Jahr, in dem American Heart abgedreht wurde, stand Bridges auch für Peter Weirs Fearless – Jenseits der Angst vor der Kamera. Die glaubwürdige Darstellung des Charakterwandels eines Mannes, der nach einem Flugzeugabsturz die Welt mit anderen Augen sieht, gilt unter einigen Kritikern als Bridges’ größte schauspielerische Leistung. Für die Besetzung einer Rolle in Explosiv – Blown Away (1994) schlug Bridges den Produzenten seinen Vater vor. Dies war einer der letzten Filme, an denen Lloyd Bridges mitwirkte, bevor er 1998 verstarb.
Internationalen Kultstatus erlangte Jeff Bridges durch seine Rolle als Jeffrey Lebowski, genannt „der Dude“, in dem Film The Big Lebowski aus dem Jahr 1998. Regie führten die Brüder Ethan und Joel Coen. Auf die Frage, wem der potrauchende, sandalen- und bademanteltragende Dude nachempfunden sei, nannte Bridges in einem Interview sich selbst. Etwa die Hälfte der Kleidung Lebowskis stamme aus seiner eigenen Garderobe.
Bridges arbeitete 1999 gemeinsam mit Tim Robbins und Regisseur Mark Pellington an Arlington Road. Für seine Nebenrolle in Rufmord – Jenseits der Moral wurde er im Jahr 2001 zum insgesamt vierten Mal für einen Oscar nominiert, musste aber erneut zurückstecken; der Preis ging an Benicio del Toro. Neben The Big Lebowski spielte Bridges hier eine seiner bekanntesten Rollen.
In Seabiscuit – Mit dem Willen zum Erfolg war er 2003 an der Seite von Tobey Maguire zu sehen. Tideland war nach König der Fischer Bridges zweiter Film unter der Regie von Terry Gilliam. Als Obadiah Stane, dem Gegenspieler von Robert Downey Jr. in Iron Man, verkörperte Bridges eine seiner wenigen antagonistischen Rollen.
Im Folgejahr brachte ihm seine Darstellung des abgehalfterten Country-Musikers Bad Blake in Scott Coopers Drama Crazy Heart großes Lob seitens der Kritiker ein. 2010 erhielt er hierfür nach vier vergeblichen Nominierungen einen Oscar, dazu einen Golden Globe Award und den Screen Actors Guild Award. Mit 61 Jahren zählte Bridges zu den ältesten Oscargewinnern. Als Hauptdarsteller in True Grit, seiner zweiten Zusammenarbeit mit den Coen-Brüdern, hatte er im Jahr 2011 erneut Aussichten auf einen Academy Award, musste sich aber Colin Firth als König Georg VI. in The King’s Speech geschlagen geben. Bridges wurde darüber hinaus – wie schon für Crazy Heart – mit über einem Dutzend weiteren Filmpreisnominierungen bedacht.
Seit den 1990er Jahren wird Jeff Bridges für deutsche Synchronfassungen üblicherweise von Joachim Tennstedt synchronisiert.

## Sonstiges Werk

### Fotografie
Neben der Schauspielerei hat sich Bridges auch einen Namen als Maler und Fotograf gemacht, seine Werke werden immer wieder in renommierten Galerien ausgestellt.
Bridges ist seit seiner High-School-Zeit, während der er seine Bilder selbst entwickelte, leidenschaftlicher Fotograf. Seit der Arbeit an Starman macht er mit seiner Widelux-Kamera mit 180° Weitwinkelobjektiv Fotos vom Set und den Dreharbeiten und stellt daraus nach Abschluss der Produktion Erinnerungsalben mit handgeschriebenen Kommentaren für Cast und Crew zusammen. 2003 fasste er die besten Bilder aus sechzehn dieser Alben in einem Schwarz-Weiß-Fotoband mit dem Titel Pictures by Jeff Bridges zusammen. Die Sammlung gibt einen ungewöhnlichen Einblick in die Filmproduktion und die vielschichtige Laufbahn des Schauspielers. Bridges bezeichnet diese Angewohnheit scherzhaft als einen Fluch: „I’m kind of wishing the curse will stop – the curse of the Widelux. But I have a feeling it won’t. To be able to capture the light and shadow from a particular moment – it’s amazing.“ („Irgendwie wünsche ich mir, der Fluch würde enden – der Fluch der Widelux. Aber ich habe das Gefühl, das wird er nicht. In der Lage zu sein, Licht und Schatten in einem bestimmten Moment festzuhalten – das ist fantastisch.“).

### Musik
Bridges plante lange Zeit eine Karriere im Musikgeschäft, ließ sie dann aber zugunsten der Schauspielerei größtenteils fallen. Er textete und komponierte weiterhin Lieder und arbeitete u. a. mit Quincy Jones zusammen. 1999 veröffentlichte er unter seinem eigenen Label Ramp Records das Album Be Here Soon, das in Zusammenarbeit mit Michael McDonald, David Crosby und dem Songwriter John Goodwin entstanden war. Das Album ist eine Mischung aus Rock-, Jazz- und Reggaemusik. Bridges spielt Piano und Gitarre.
2010 hat Bridges bei der Cover-Version von „We are the World“ im Sinne des 25. Jubiläums des Songs und des Tsunamis in Haiti mitgewirkt.
Im Jahr 2011 veröffentlichte er ein schlicht Jeff Bridges betiteltes Album im Country-Stil mit Einflüssen aus Blues-, Folk- und Rockmusik. Zwei Lieder, Falling Short und Tumbling Vine wurden von Bridges selbst komponiert. Produzent und Co-Autor des Albums war T-Bone Burnett, ein enger Freund des Schauspielers.

### Humanitäres Engagement
Jeff Bridges ist Mitbegründer der Hilfsorganisation End Hunger Network, die das Hungerleiden von Kindern eindämmen will. Im November 2010 wurde Bridges Sprecher der No Kid Hungry Campaign, die von der Organisation Share Our Strength geführt wird. Das Ziel dieser Organisation ist das überdurchschnittliche Hungerleiden von US-amerikanischen Kindern – über 17 Millionen Kinder in den USA leben unterhalb der Armutsgrenze – bis zum Jahr 2015 staatenweise zu stoppen. Bridges bezeichnete die Arbeit an diesem Projekt in einer emotionalen Rede vor dem National Press Club als „the most significant thing I have done“ („das Bedeutendste, das ich jemals getan habe“).
Bridges produzierte im Jahr 1996 den Fernsehfilm Zwischen den Welten (Hidden in America), der den Hunger in den USA thematisiert. Sein Bruder Beau, der die Hauptrolle spielte, wurde für seine Leistung mit einem Screen Actor’s Guild Award ausgezeichnet. Der Film selbst war für einen Golden Globe Award nominiert.

## Privatleben
Jeff Bridges ist seit 1977 mit Susan Geston, die er 1975 beim Dreh zu Rancho Deluxe getroffen hatte, verheiratet. Das Paar hat drei Töchter. 
Den langjährigen Konsum von Marihuana hat Bridges nach eigenen Angaben seit der Arbeit an The Big Lebowski eingeschränkt.
Im Oktober 2020 gab Bridges bekannt, an Lymphdrüsenkrebs erkrankt zu sein.

## Auszeichnungen

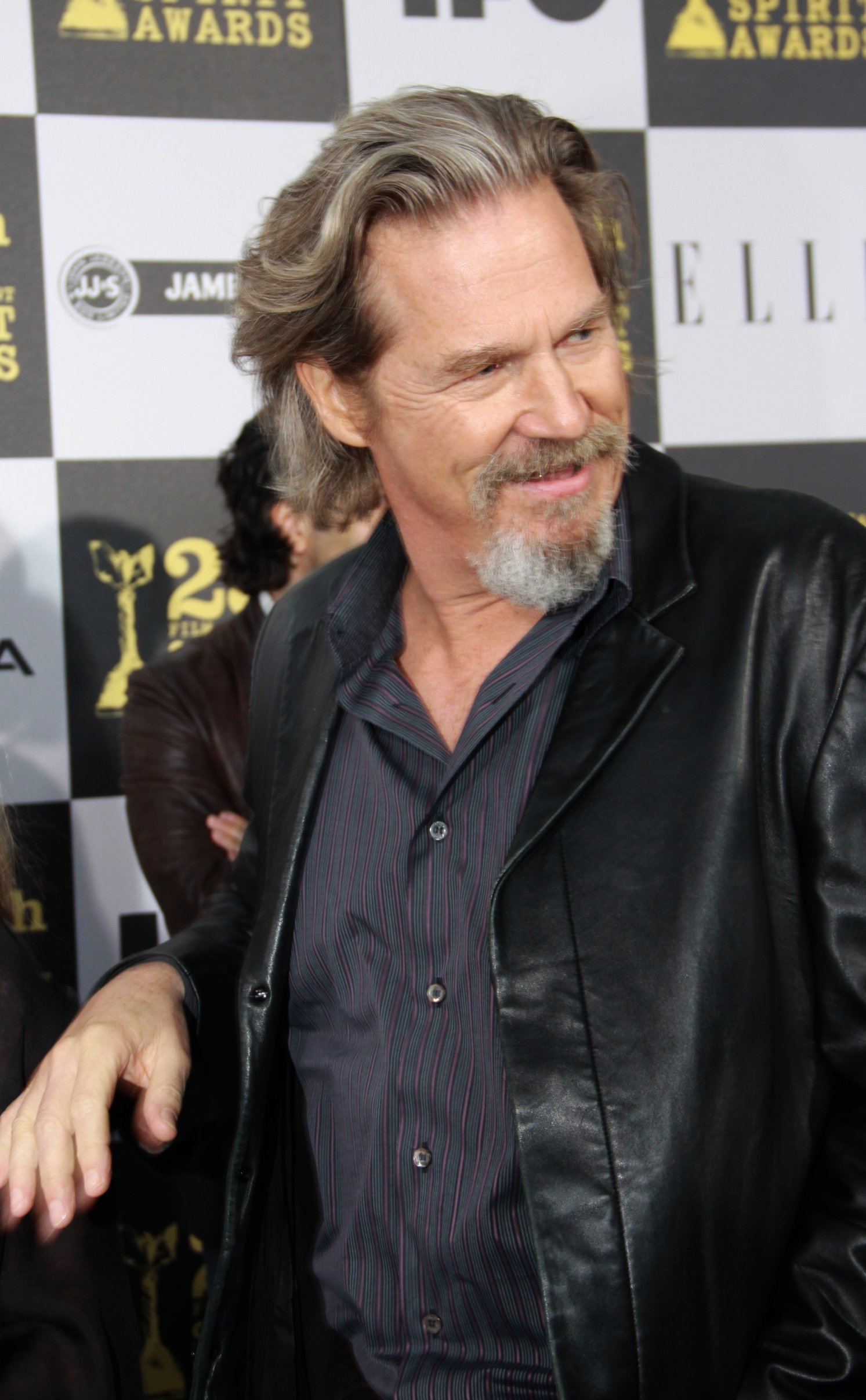
Bridges bei der Verleihung der Independent Spirit Awards (2010)

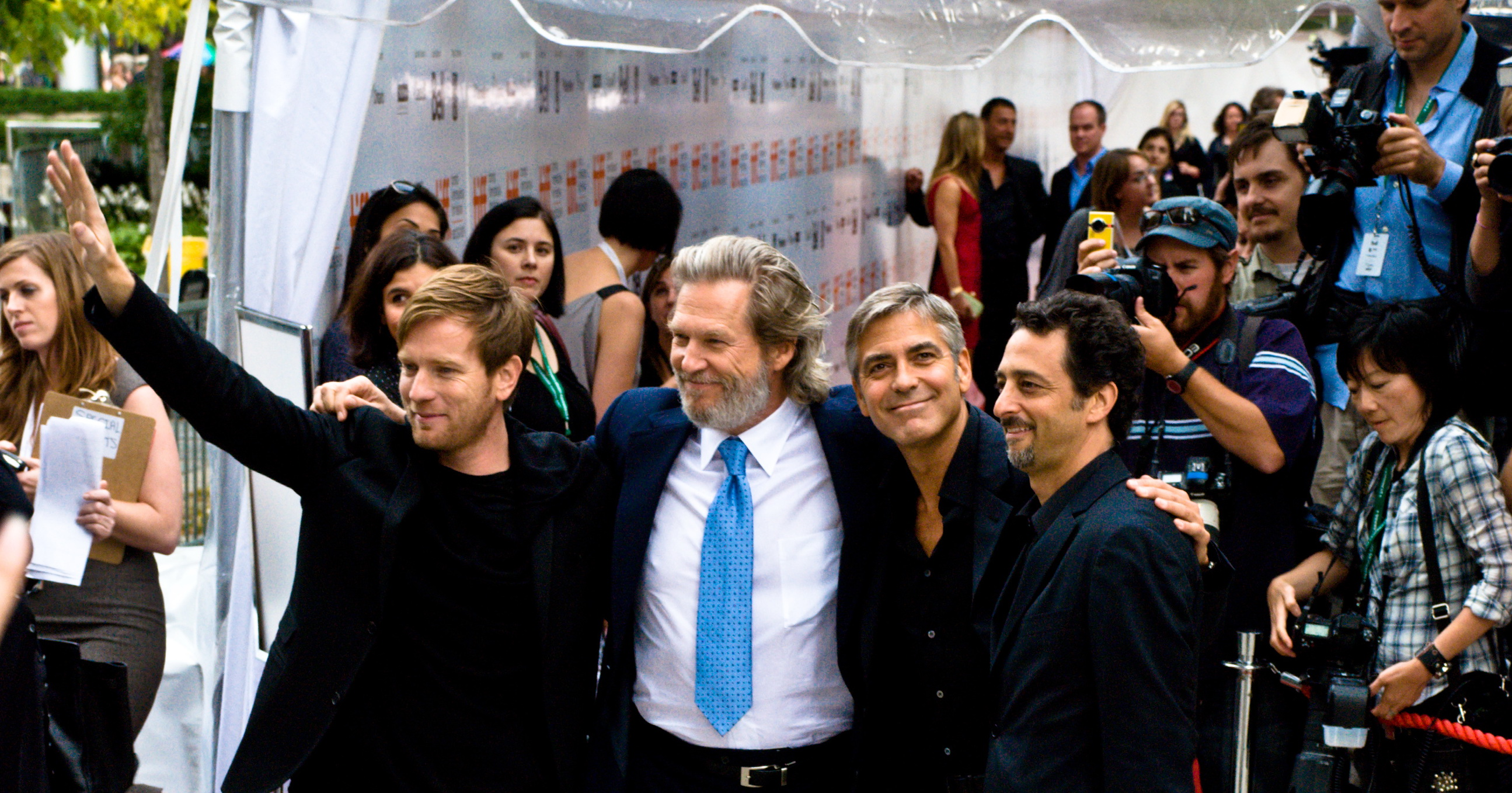
Jeff Bridges (2. v. li.) gemeinsam mit Ewan McGregor, George Clooney und Grant Heslov bei der Premiere von Männer, die auf Ziegen starren im September 2009

Bridges war bislang dreimal als Bester Hauptdarsteller und viermal als Bester Nebendarsteller – erstmals 1971 für seine Darbietung in Die letzte Vorstellung – oscarnominiert. Im Jahr 2010 erhielt er den Academy Award und den Golden Globe sowie den Screen Actors Guild Award für seine Hauptrolle des Bad Blake in Crazy Heart. Darüber hinaus wurde er bereits 1984 mit dem Saturn Award in der Kategorie Bester Schauspieler ausgezeichnet.
Insgesamt erhielt Bridges Nominierungen für über fünfzig Film- und Fernsehpreise. Unter den gewonnenen Auszeichnungen finden sich unter anderem ein Emmy (2010) und zwei Independent Spirit Awards (1993 und 2010). Im Jahr 1994 wurde Bridges mit einem Stern auf dem Hollywood Walk of Fame geehrt. Dieser befindet sich an der gleichen Adresse wie der seines Bruders Beau Bridges, nämlich 7065 Hollywood Boulevard.
Academy Awards (Oscar)
Gewonnen:
- 2010: Bester Hauptdarsteller: Crazy Heart

Nominiert:
- 1972: Bester Nebendarsteller: Die letzte Vorstellung
- 1975: Bester Nebendarsteller: Die Letzten beißen die Hunde
- 1985: Bester Hauptdarsteller: Starman
- 2001: Bester Nebendarsteller: Rufmord – Jenseits der Moral
- 2011: Bester Hauptdarsteller: True Grit
- 2017: Bester Nebendarsteller: Hell or High Water

Golden Globe Awards
Gewonnen:
- 2010: Bester Hauptdarsteller – Drama: Crazy Heart
- 2019: Cecil B. DeMille Award[25]

Nominiert:
- 1985: Bester Hauptdarsteller – Drama: Starman
- 1992: Bester Hauptdarsteller – Komödie oder Musical: König der Fischer
- 2001: Bester Nebendarsteller: Rufmord – Jenseits der Moral
- 2017: Bester Nebendarsteller: Hell or High Water
- 2023: Bester Serien-Hauptdarsteller – Drama: The Old Man

British Academy Film Awards (BAFTA Awards)
Nominiert:
- 2010: Bester Hauptdarsteller: Crazy Heart
- 2011: Bester Hauptdarsteller: True Grit
- 2017: Bester Nebendarsteller: Hell or High Water

## Filmografie (Auswahl)
- 1951: Auf Bewährung freigelassen (The Company She Keeps)
- 1969: In einer Nacht wie dieser (Silent Night, Lonely Night)
- 1970: Halls of Anger
- 1971: Die letzte Vorstellung (The Last Picture Show)
- 1972: Fat City
- 1972: In schlechter Gesellschaft (Bad Company)
- 1973: Lolly Madonna XXX
- 1973: Der letzte Held Amerikas (The Last American Hero)
- 1973: The Iceman Cometh
- 1974: Die Letzten beißen die Hunde (Thunderbolt and Lightfoot)
- 1975: Rancho Deluxe
- 1975: Ins Herz des wilden Westens (Hearts of the West)
- 1976: Mr. Universum (Stay Hungry)
- 1976: King Kong
- 1978: Rendezvous mit einer Leiche (Somebody Killed Her Husband)
- 1979: Philadelphia Clan (Winter Kills)
- 1980: Der Ringer (The American Success Company)
- 1980: Heaven’s Gate
- 1981: Cutter’s Way – Keine Gnade (Cutter’s Way)
- 1982: Tron
- 1982: Das letzte Einhorn (The Last Unicorn, Stimme)
- 1982: Liebesgrüße aus dem Jenseits (Kiss Me Goodbye)
- 1984: Gegen jede Chance (Against All Odds)
- 1984: Starman
- 1985: Das Messer (Jagged Edge)
- 1986: 8 Millionen Wege zu sterben (8 Million Ways to Die)
- 1986: Der Morgen danach (The Morning After)
- 1987: Nadine – Eine kugelsichere Liebe (Nadine)
- 1988: Tucker (alternativ: Tucker – Ein Mann und sein Traumauto)
- 1989: Zweites Glück (See You in the Morning)
- 1989: Die fabelhaften Baker Boys (The Fabulous Baker Boys)
- 1990: Texasville
- 1991: König der Fischer (The Fisher King)
- 1992: American Heart – Die zweite Chance (American Heart)
- 1993: Spurlos (The Vanishing)
- 1993: Fearless – Jenseits der Angst (Fearless)
- 1994: Explosiv – Blown Away (Blown Away)
- 1995: Wild Bill
- 1996: White Squall – Reißende Strömung (White Squall)
- 1996: Liebe hat zwei Gesichter (The Mirror Has Two Faces)
- 1996: Zwischen den Welten (Hidden in America)
- 1998: The Big Lebowski
- 1999: Arlington Road
- 1999: Die Muse (The Muse)
- 1999: Simpatico
- 2000: Rufmord – Jenseits der Moral (The Contender)
- 2001: Scenes of the Crime
- 2001: K-PAX – Alles ist möglich (K-PAX)
- 2003: Masked and Anonymous
- 2003: Seabiscuit – Mit dem Willen zum Erfolg (Seabiscuit)
- 2004: The Door in the Floor – Die Tür der Versuchung (The Door in the Floor)
- 2005: Tideland
- 2005: Dirty Movie (The Moguls, The Amateurs)
- 2006: Rebell in Turnschuhen (Stick it)
- 2007: Könige der Wellen (Surf’s Up, Stimme von Big Z)
- 2008: Iron Man
- 2008: New York für Anfänger (How to Lose Friends & Alienate People)
- 2009: The Open Road
- 2009: A Dog Year
- 2009: Männer, die auf Ziegen starren (The Men Who Stare at Goats)
- 2009: Crazy Heart
- 2010: True Grit
- 2010: Tron: Legacy
- 2013: R.I.P.D.
- 2014: Hüter der Erinnerung – The Giver (The Giver)
- 2014: Seventh Son
- 2016: Hell or High Water
- 2017: The Only Living Boy in New York
- 2017: Kingsman: The Golden Circle
- 2017: No Way Out – Gegen die Flammen (Only the Brave)
- 2018: Bad Times at the El Royale
- 2022–2024: The Old Man (Fernsehserie)

## Diskografie
Studioalben:
- 1999: Be Here Soon (Ramp Records/Chicago Records) mit Michael McDonald
- 2010: Crazy Heart (Blue Rose/Soulfood Music)
- 2011: Jeff Bridges (EMI Records/Blue Note Records)
- 2015: Sleeping Tapes (Squarespace)

## Bibliographie
- Dorothy Bridges: You Caught Me Kissing: A Love Story. I Books, 2005, ISBN 978-1-4165-0491-7. (mit Beiträgen von Beau, Lucinda und Jeff Bridges).
- Jeff Bridges: Pictures by Jeff Bridges. 119 Fotografien. powerHouse Books, 2006, ISBN 978-1-57687-177-5. (mit einem Vorwort von Peter Bogdanovich).
- Jeff Bridges, Bernie Glassman: Der Dude und sein Zen-Meister. Das Leben, die Liebe und wie man immer locker bleibt. Bastei Lübbe, Köln 2014, ISBN 978-3-7857-6111-3. (Die amerikanische Originalausgabe erschien 2012)

## Dokumentation
- Jeff Bridges und "The Dude". Coole Aura, später Ruhm. Regie: Charles-Antoine de Rouvre, ARTE, Frankreich, 52 Minuten, 2025